# Zenga
Le rameau de races bovine zenga est originaire d'Afrique. Il résulte du croisement de zébus (Bos taurus indicus) et de bovins africains.

## Origine
En 1887, des religieux italiens importèrent en Érythrée des bovins destinés à améliorer la productivité du cheptel local. Avec ces animaux arriva la peste bovine. En quelques années, elle ravagea les troupeaux et créa la première grande famine dans la corne de l'Afrique.
Pour repeupler cette région, des importations massives de zébus indo-pakistanais eurent lieu. Elles modifièrent radicalement la génétique des populations, au point que le rameau sanga disparut de cette région. Le cheptel nouvellement créé fut nommé zenga, contraction de zébu et sanga.